# 张新宝
张新宝（1961年12月—），男，湖北公安人，中国民法学者，中国人民大学法学院教授。

## 生平
张新宝生于湖北省公安县，1984年毕业于西南政法学院，取得法学学士学位，1986年毕业于中国人民大学法律系，取得法学硕士学位。1991年至1993年间在美国雪城大学学习侵权行为法，1997年毕业于中国社会科学院研究生院，取得法学博士学位。
张新宝1986年起在中国社会科学院法学研究所任职，担任过《法学研究》编辑、副编审和编审（研究员），2002年被中国法学会评为第三届“全国十大杰出青年法学家”之一，同年转入中国人民大学担任民法教授。